# 澳门签证政策

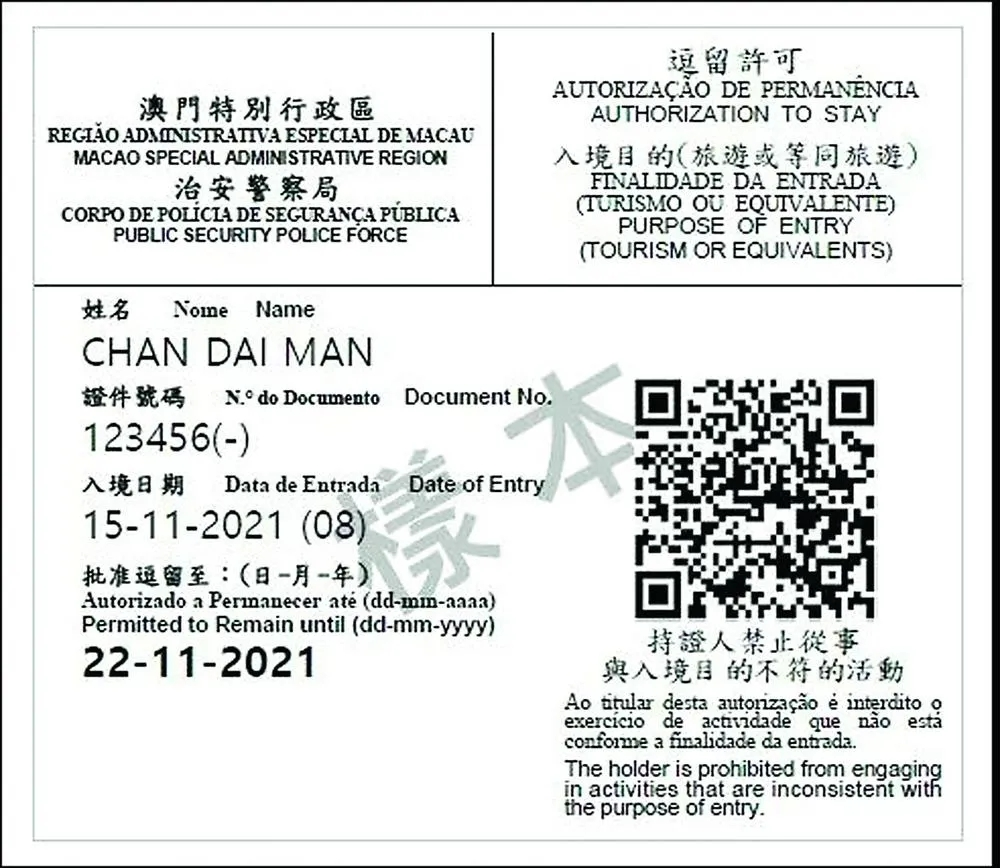
逗留許可（現行版本）

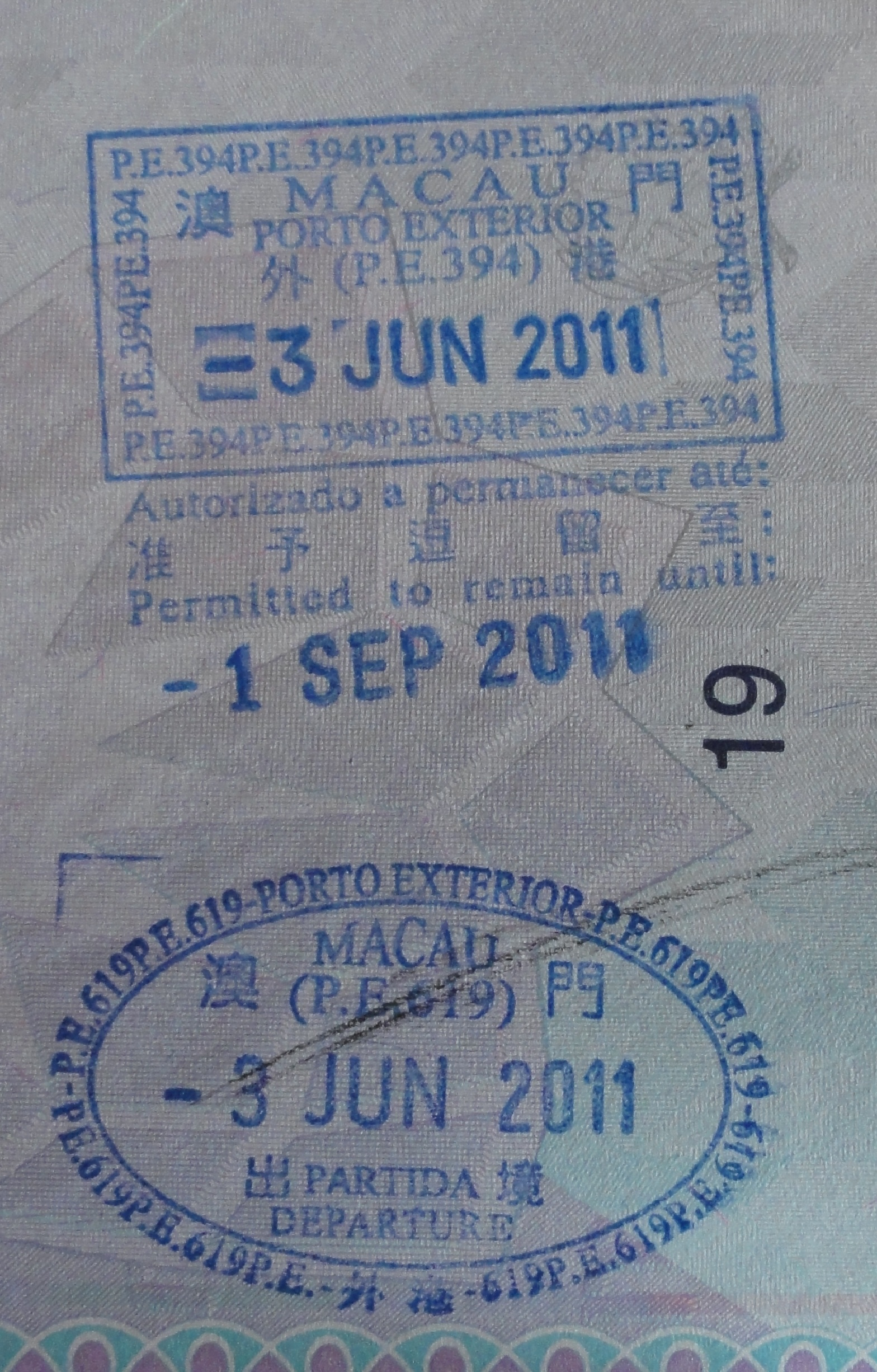
出入境印章（已停用）

澳門簽證

澳門簽證政策是澳門政府決定非澳門居民能否進入澳門的政策，亦包括對擁有澳門居留權和因《澳門特別行政區永久性居民及居留權法律》第二條第二款喪失居留權的澳門居民以外的人士實施的居留許可制度。任何以到澳門旅行的非澳門居民，如不符合豁免條件，則須申請「簽證」或「入境許可」進入澳門，但行政長官可作出批示，豁免部分國家／地區的居民的簽證申請手續。有意以非澳門居民身份在澳門就學的人士需要申請「逗留的特別許可」才可以在澳門讀書，而有意到澳門定居的人士則需要向澳門政府有關部門申請在澳門定居。在澳門，負責執行和監察出入境政策的政府部門是治安警察局出入境管制廳。

## 在澳門短期逗留
除非另有註明，否則以下資料均以澳門特別行政區政府網頁所提供的資料為準。

各國居民出入澳門的安排
澳门
可凭往来港澳通行证或護照入境（视情况而定）
免签证 - 1年（持香港永久性居民身份證、回港證、載有「*」、「***」或「R」標記的香港居民身份證入境）
免签证 - 6个月（英国）
免签证 - 90 天
免签证 - 30 天（台灣居民可使用台湾居民来往大陆通行证）
免签证 - 14天
落地签证
需提前办理签证（不接受落地签证）

### 免簽證

#### 7天
- 中国大陆（過境旅客[a][b]、持有有效香港簽證／進入許可的中華人民共和國護照持有者兼香港居民身分證持有人、持有第三國家或地區合法居留許可文件或簽證的中華人民共和國護照持有者[c][6]）[d]
- 香港（限過境[e]）

#### 30天
| - 阿根廷 - 白俄羅斯 - 加拿大 - 智利 - 香港（持有效香港簽證身份書的香港居民） - 印度 - 印度尼西亞 - 基里巴斯 - 马来西亚 - 摩納哥 - 纳米比亚 | - 菲律賓 - 俄羅斯 - 萨摩亚 - 圣马力诺 - 塞舌尔 - 新加坡 - 南非 - 臺灣（持有效台灣居民來往大陸通行證。實務上，亦允许使用護照入境。） - 泰國 - 土耳其 - 美国（持美國外交護照者除外） - 阿联酋 |

#### 90天／3個月
| - 欧洲联盟成員國或申根國家护照持有人 - 阿尔巴尼亚 - 安道尔 - 亞美尼亞 - 巴西 - 多米尼克 - 埃及 - 格瑞那達 - 以色列 - 日本 - 黎巴嫩 | - 模里西斯 - 墨西哥 - 摩尔多瓦 - 蒙古国 - 蒙特內哥羅 - 摩洛哥 - 新西兰 - 北馬其頓 - 塞爾維亞 - 坦桑尼亚 - 乌拉圭 |

#### 6個月
- 英国（英國國民（海外）護照除外[f]）

#### 1年
- 香港（香港永久性居民身份證、回港證、載有「*」、「***」或「R」標記的香港居民身份證的持有人[9]）

#### 不設限制
- 聯合國通行證（在執行職務時）
- 獲澳門特區簽發外交及領事人員證件的人士

### 無須持護照亦可入境或離境澳門的持證者
1. 澳門特別行政區主管實體簽發的居民身份證或旅行證件；[10]
2. 中華人民共和國當局簽發的往来港澳通行证[g][h]前往港澳通行證或其他旅行證件的持有人；
3. 使用台灣居民來往大陸通行證的台灣居民（包括無戶籍國民）；
4. 香港永久性居民身份證、回港證或由香港特別行政區主管實體簽發並獲澳門特別行政區接納的其他證件持有人；
5. 1958年5月13日《國際勞工組織第108號公約》所指的海員身份證；
6. 1944年12月7日《國際民用航空公約》附件一所指的飛行執照及附件九所指的機組人員證明書，但僅以持有人在執行工作為限；
7. 有效外地僱員身份認別證；
8. 僅允許持有人進入或返回澳門的旅行證件，但其須事先獲確認具永久性居民資格或獲給予居留許可，並在入境澳門時出示相關證明。
9. 按法律或適用於澳門特別行政區的國際條約規定的其他證件。

### 其他人士進入澳門的程序

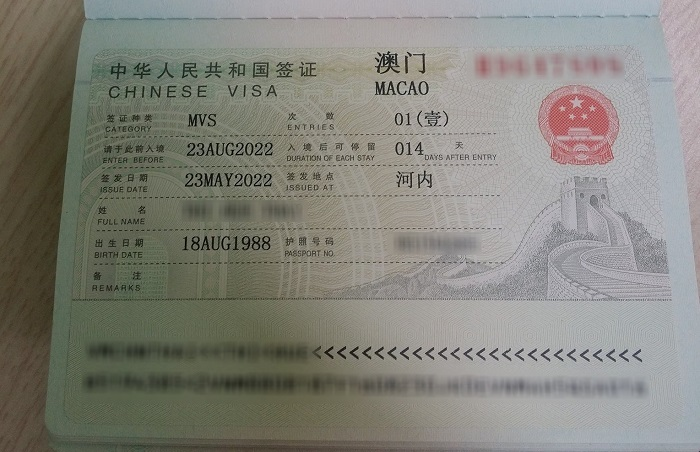
由河內的中國駐越南大使館簽發的澳門入境簽證

由倫敦的中國駐英大使館簽發的澳門入境簽證

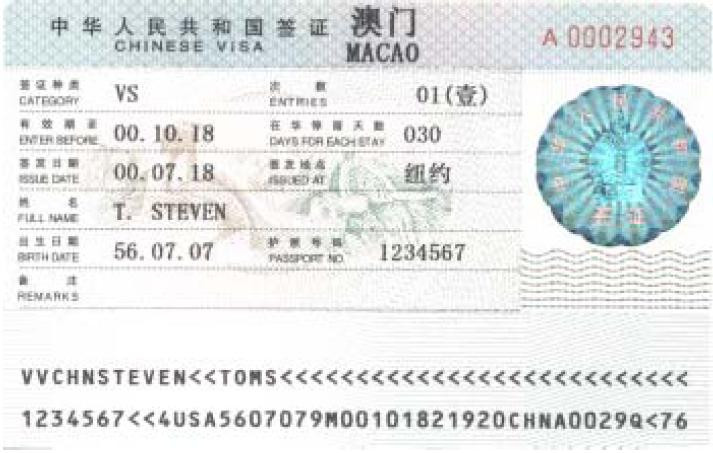
澳門簽證（舊版本）

未獲得免簽證待遇的訪澳人士前往澳門時，需要前往就近的中華人民共和國駐外使領館或其他經中華人民共和國外交部許可的駐外代表機構申請簽證前往澳門，一般申請費用為30美元，簽證有效期為30天。以下國籍的訪澳人士必須到中華人民共和國駐該國使領館辦理赴澳簽證，不得使用入境許可前往澳門：
| - 1 - 尼泊尔1 - 奈及利亞1 | - 巴基斯坦1 - 斯里蘭卡1 - 美国2 | - 越南1 |

1 - 外交官、領事人員及其家屬除外。
2 - 僅限外交護照。
辦理簽證時，他們須出示經濟狀況證明（例如銀行月結單）、進出澳門的機票／船票，以及酒店收據。自2019年1月29日起，如上述人士在中國內地居住，或其居住地沒有中華人民共和國駐該國使領館或其他獲許可的駐外代表機構，且其二親等以內的親屬在澳門居住，則可委託他人向居留及逗留事務廳申請預先入境許可。
除了上述人士，其他訪澳旅客也可以在邊境檢查站申請入境及逗留許可（俗稱「口岸簽證」）。持有入境及逗留許可的旅客只可以在澳門逗留最多30天，在許可期限屆滿前，該持有人可以自由地進出澳門。對於個人旅客，單次入境及逗留許可的申請費用為200澳門元。
根據澳門法例，在以下情況下，邊檢人員／出入境管制廳職員有權拒絕簽發赴澳簽證：
- 申請人曾經被澳門特別行政區當局遞解出境
- 根據適用於澳門的國際法文書，澳門特別行政區政府不可以讓申請者逗留、進入或經過澳門
- 根據澳門法例，申請人不得進入澳門特別行政區境內
- 申請人試圖迴避逗留及居留規定，又經常在澳門短期逗留，而且沒有說明具體理由
- 申請人曾被澳門或外地的法庭判處剝奪自由的懲罰
- 申請人有意在澳門從事犯罪活動
- 申請人不能確保自己可以返回原居地
- 申請人的旅遊證件的真確性有問題
- 申請人未能證明自己能夠有足夠的維生資源在澳門逗留／居留
- 申請人沒有返回原居地的運輸憑證

### 延長在澳門的短期逗留期限
在澳門短期逗留的訪客可因緊急原因、到氹仔北安碼頭治安警察局出入境事務大樓申請延期逗留，期限不長於90天。因人道原因或其他值得考慮的原因而申請延長逗留者須向行政長官提出申請。

### 拒绝入境
- 英国（使用英國國民（海外）護照入境）[f]
- 中国大陆 （30日內超過2次違反過境規定[b])

此外，自2016年1月起，澳門特區政府拒绝在护照上贴有台灣國護照貼紙的人士入境。

### 入境目的
非澳門居民在抵達澳門時給予的入境許可視為僅為旅遊目的或等同旅遊的目的，除非明確指出另有其他目的。
旅遊目的包括遊覽景點及紀念物、購買個人用品及紀念品，以及享受博彩、娛樂、休閒活動及其他類似活動。等同旅遊的目的包括：
- 探訪親屬及朋友；
- 宗教崇拜，但不包括傳教；
- 接受治療、手術及一般醫療行為；
- 僅以觀眾或聽眾的身份參觀展覽、展銷會，觀看表演，觀賞節日慶典，觀看體育賽事，參加研討會、會議，學術交流，以及參與其他類似性質的活動；
- 藉參加課程、工作坊及類似活動，接受培訓及獲取知識。

## 特別逗留和居留

### 特別逗留

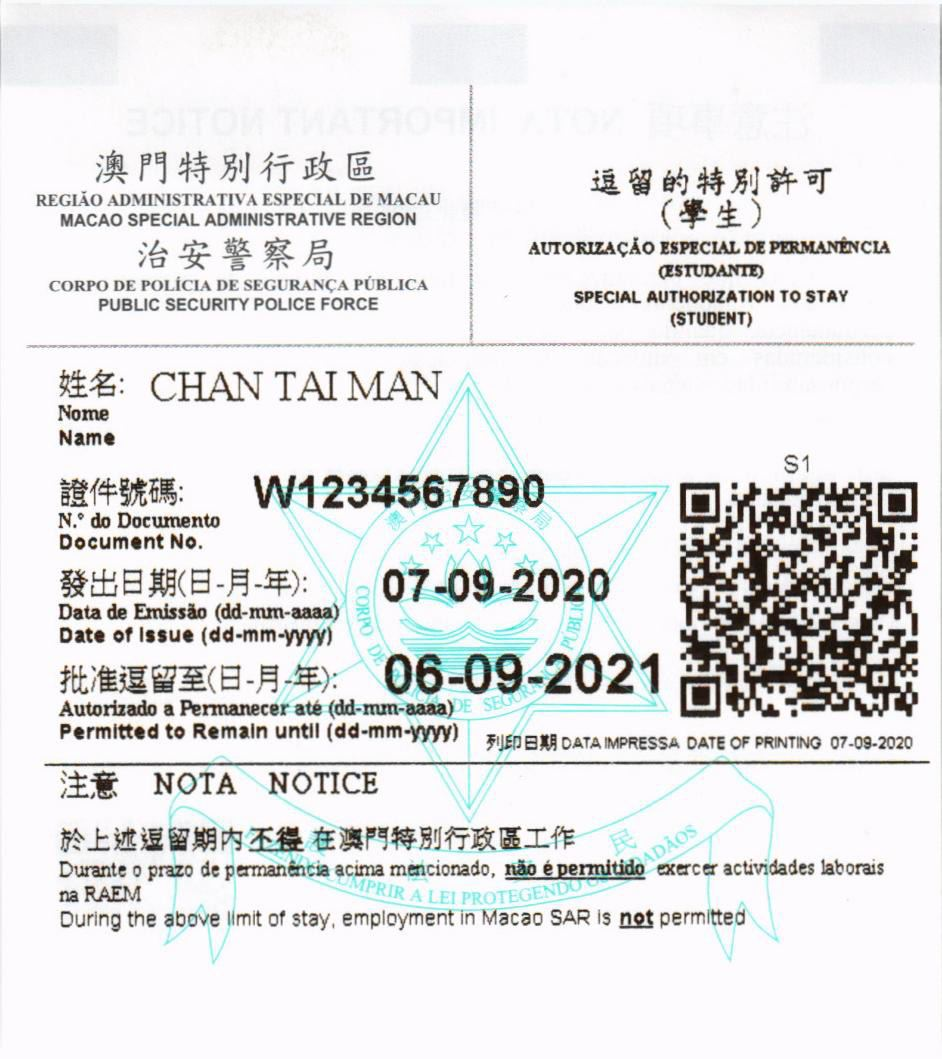
外地學生之「逗留的特別許可」

根據第8/1999號法律《澳門特別行政區永久性居民及居留權法律》第四條第二款，以下人士不屬在澳門居住：
|  | 1. 非法入境； 2. 非法在澳門逗留； 3. 僅獲准逗留； 4. 以難民身份在澳門逗留； 5. 以非本地勞工身份在澳門逗留； 6. 屬領事機構非於本地聘用的成員； 7. 在本法律生效以後根據法院的確定判決被監禁或羈押﹐但被羈押者經確定判決為無罪者除外。 8. 法規規定的其他情形。 |

無論持有「逗留的特別許可」、任何「逗留特別許可」、《特別逗留證》，有關人士在澳門只屬「逗留」而非「居留」，並無權憑此取得澳門居民身份證，即使日後取得居留許可和澳門居民身份證，其曾在逗留期間不視為在澳門居住並不計算於居留期間內。

#### 學生簽證
所有來澳門修讀高等院校課程之非本地人士（持有香港永久性居民身份證、載有「*」、 「***」和「R」代號之香港身份證、回港證之人士除外），如原有「逗留許可」的限期不便其在澳門修讀相關課程，均需到氹仔北安碼頭治安警察局出入境事務大樓申請學生類「逗留的特別許可」（俗稱「學生簽證」），以便申請者合法在澳門修讀相關課程。許可的有效期由1年之內至翌年的12月31日，視乎課程完結日的時間而定。如有需要，留學生可以到居留及逗留事務廳申請延長許可的期限。

#### 外地僱員

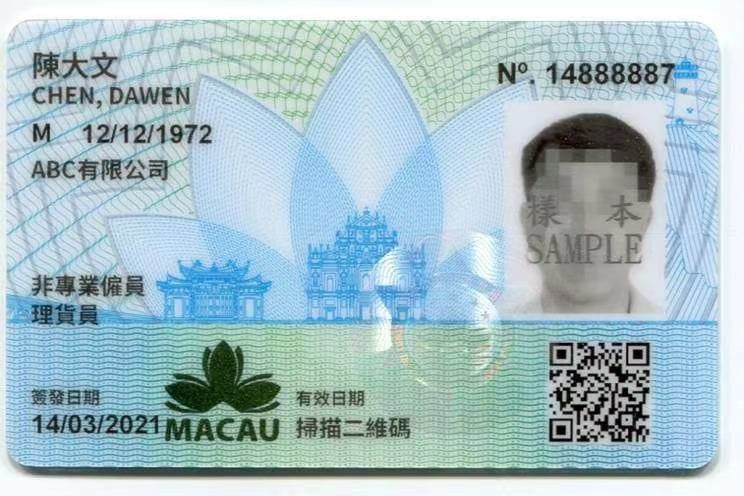
外地僱員身份認別證

澳門政府可在本地勞動力不足的情況下，批准輸入作為臨時補充的外地僱員，並向他們發放《外地僱員身份認別證》（俗稱「藍卡」）。外地僱員又分為具備高等教育學位，具備高度技能或專業工作經驗，且履行高度專業要求的工作的專業外地僱員，和其他非專業外地僱員。他們可以使用《外地僱員身份認別證》入境澳門，惟以外地僱員身份取得的入境許可屬「逗留」而非「居留」。澳門政府亦可向專業外地僱員的家屬批出「逗留特別許可」。

#### 中央人民政府駐澳門特別行政區官方代表機構及中華人民共和國公共企業及公共資本企業
持有《因公往來香港澳門特別行政區通行證》及「赴澳工作簽注」或「駐澳簽注」之人士，可於「簽注」有效期內在澳逗留，但每次入境逗留最多為期90日。澳門特區政府向持有中央人民政府駐澳門特別行政區聯絡辦公室或外交部駐澳門特派員公署要求為其簽發《特別逗留證》之公函的申請人簽發《特別逗留證》。《特別逗留證》的有效期一般按工作任期訂定，並參照往來港澳通行證所載簽注的規定。

#### 其他情況
下列情況的非澳門居民亦可向居留及逗留事務廳逗留分處（另有註明者除外）申請「逗留特別許可」：
1. 提出家庭團聚申請的澳門居民身份證持有人的家團成員[30]；
2. 經廣東省珠海市主管當局指定，並持有《中華人民共和國出入境通行證》和澳門市政署簽發的有效小販准照，旨在前往澳門以自僱形式從事鮮花、水果或新鮮蔬菜的傳統貿易活動的珠海湾仔及橫琴居民（由治安警察局處理申請）[31]；
3. 履行仲裁員職務的非澳門居民[32]；
4. 為在澳門為自身利益從事活動之非澳門居民（即自僱人士）；
5. 在與國家或其他國家或地區的公共實體的合作活動範圍內，向澳門的公共實體提供服務者[33]；
6. 在國際或區際組織代表團，又或在委員會及政府間或區際的其他合作實體代表其他國家或地區在澳門履行職務者[33]。

### 居留
希望以投資者、管理人員或技術人員的身份申請定居澳門的人士，可以先到招商投資促進局申請，然後在居留及逗留事務廳領取「居留許可/居留許可續期憑單」（又名「居留憑單」），再領取澳門非永久性居民身份證。
以其他原因申請赴澳定居的人士，則需要到治安警察局居留及逗留事務廳的相關部門申請。一般申請可於5個工作天內辦妥，事成後申請者將獲發「居留證明書」、「居留憑單」和澳門非永久性居民身份證。來自葡萄牙的申請者、持《前往港澳通行證》赴澳的人士及其未成年子女，以及在外地出生的澳門永久性居民可以到居留及逗留事務廳轄下的居留分處申請。

## 無限期居留
根據澳門法律，以下證件持有人是澳門合法居民，擁有返回澳門特別行政區的權利：
- 澳門居民身份證
- 澳門特別行政區護照
- 澳門特別行政區旅行證
- 澳門居民往來香港特別行政區旅遊證

此外，因《澳門特別行政區永久性居民及居留權法律》第二條第二款喪失居留權的澳門居民保留下列權利：自由進出澳門特別行政區；不會被施加任何逗留澳門特別行政區的條件，任何對其施加的逗留條件均屬無效。

## 註腳
1. ↑  經澳門前往第三國家或地區的中華人民共和國護照或中華人民共和國旅行證的持有者——須同時持有前往第三國家或地區的機票和入境簽證、持有有效「往來台灣簽注」的《往來台灣通行證》持有者。由第三國家或地區飛抵香港國際機場後，經海天中轉大樓乘坐渡輪或巴士前往澳門者視同經澳門國際機場前往澳門。
2. 1 2  持中華人民共和國護照或中華人民共和國旅行證「過境」澳門者，若未前往第三國家或地區，離境30天內第二次入境時，可獲兩天的逗留許可。若此次入境仍非以過境為目的，30天內第三次入境時將被拒絕入境，直至離開澳門30天後方允許再入境，並恢復原有待遇。此等人士若非過境且逾期逗留，再次抵達澳門時亦將被拒絕入境，直至30天後方允許再入境。[1][5]
3. ↑  無法從中國內地直接前往
4. ↑  不可經青茂口岸入出境
5. ↑  經澳門前往第三國家或地區的香港特別行政區護照持有者，須同時持有前往第三國家或地區的機票和入境簽證。
6. 1 2  2021年1月31日前，英国国民（海外）护照的持有者因绝大多数都为香港永久居民而可以无限制入境和出境香港，亦可以持此护照进入澳门。但在《港区国安法》生效后，英国政府为英國國民（海外）護照“扩权”。自2020年7月1日起，符合申請英國國民（海外）護照的香港人及其家屬，將可在英國居住、讀書或工作5年，之後可申請無限期居留，再居住12個月後可登記成英國公民[17][18]。作为反制，自2021年1月31日起，中華人民共和國政府和香港政府均不再承認英國國民（海外）護照為有效旅行證件和身份證明[19]，持有者將不可透過英國國民（海外）護照於中國大陸、香港、澳門三地出入境[20][21]。英國國民（海外）護照持有者入出上述地區，須使用香港特別行政區護照，香港身分證、回港證等證件[22]。然而，除中方公開宣布外，澳門治安警察局與IATA並未列出此項限制[1][23]。
7. ↑  必須持有有效「赴澳簽注」
8. ↑  一次「赴澳簽注」可以有附帶行程安排在逗留期限內往返香港[11]

## 外部連結
- 出入境 - 旅遊資料 - 澳門特別行政區政府旅遊局
- 澳門特別行政區身份證明局 （页面存档备份，存于）
- 澳門特別行政區政府入口網站 （页面存档备份，存于）